# كبوسين فضي
كبوسين فضي (الاسم العلمي:Tropaeolum argentinum) هو نوع من النباتات يتبع جنس الكبوسين من الفصيلة الكبوسينية.